# Arild Haugen
Arild Hulk Haugen (født 30. december 1985 i Sirdal) er en norsk strongman og bokser. I dag bor han i Sandnes, Rogaland.
Haugen har en højde på 189 cm, og havde en vægt på omkring 140 kilo i 2010.
Han vandt Norges Stærkeste Mand i 2007 og 2008. I 2009 nedtrappede han sit fokus på strongmankarrieren og valgte boksning som ny sportsgren. Debuterede i december 2009 i bokseringen med en sejr på knockout efter 45 sekunder. Han slog letten Pavel Dolgovs ud med en lige venstre.
I 2010 meddelte han, at han ville satse mere på strongman.
Den 2. marts 2011 opdaterede Haugen sin hjemmeside med en besked om, at han ikke længere ville fokusere på konkurrencetræning, men ønskede at tilbringe tid med sin kæreste og venner.
Løft som Arild Haugen har udført:
- 400 kg + i markløft
- 400 kg + i knæbøjning
- 250 kg + i bænkpress
- wsm steinserien på 16 sekunder (verdensrekord)
- 185 kg apollonsaxle

## Meritter
- 2003 – Sandnes Sterkeste U-21 (2.-plads)
- 2004 – Jærens Sterkeste Mann (5.-plads)
- 2004 – Norges Sterkeste Mann u-21 (1.-plads)
- 2005 – Showlifting Open Int (2.-plads)
- 2005 – Power Show (4.-plads)
- 2005 – Mountain Giant (1.-plads)
- 2005 – Norwegian International (3.-plads)
- 2006 – Worlds Strongest Man (14.-plads)
- 2006 – Super Series, Moskva (5.-plads)
- 2006 – World Strongman Cup, Minsk (5.-plads)
- 2006 – Norges Sterkeste Mann (2.-plads)
- 2006 – Showlifting Open Int. (1.-plads)
- 2007 – Showlifting Open Int. (1.-plads)
- 2007 – Norges Sterkeste Mann (1.-plads)
- 2008 – Norges Sterkeste Mann (1.-plads)
- 2008 – Viking Power Challenge (1.plass)
- 2008 – Worlds Strongest Man (8.-plads)
- 2009 – Norges Sterkeste Mann (2.-plads)